# Frontenac (Lot)
Frontenac is een gemeente in het Franse departement Lot (regio Occitanie) en telt 76 inwoners (2009). De plaats maakt deel uit van het arrondissement Figeac.

## Geografie
De oppervlakte van Frontenac bedraagt 2,8 km², de bevolkingsdichtheid is dus 27,1 inwoners per km².
De onderstaande kaart toont de ligging van Frontenac (Lot) met de belangrijkste infrastructuur en aangrenzende gemeenten.

## Demografie
Onderstaande figuur toont het verloop van het inwonertal (bron: INSEE-tellingen).